# Paysage archéologique sassanide de la région du Fars
Le paysage archéologique sassanide de la région du Fars regroupe un ensemble de huit sites archéologiques iraniens classés au Patrimoine mondial depuis juin 2018 et localisés dans les localités de Firouzabad, de Bishapour et de Sarvestan. Couvrant une superficie de 639 hectares, ils comprennent des monuments et des structures urbaines des débuts et, dans une moindre mesure, de la fin de l'empire sassanide, entre le IIIe et le VIIe siècle ap. J.-C. 

## Description des sites
L'ensemble de Firouzabad comprend cinq sites, notamment liés au fondateur de la dynastie sassannide, Ardashir Ier. Il s'agit de son palais, de la place-forte de Qaleh Dokhtar, de la ville circulaire de Gūr (en), l'actuelle Firouzabad, ainsi que les reliefs rupestres de l’investiture et de la victoire du roi, dans la vallée de Tang-i Ab. 

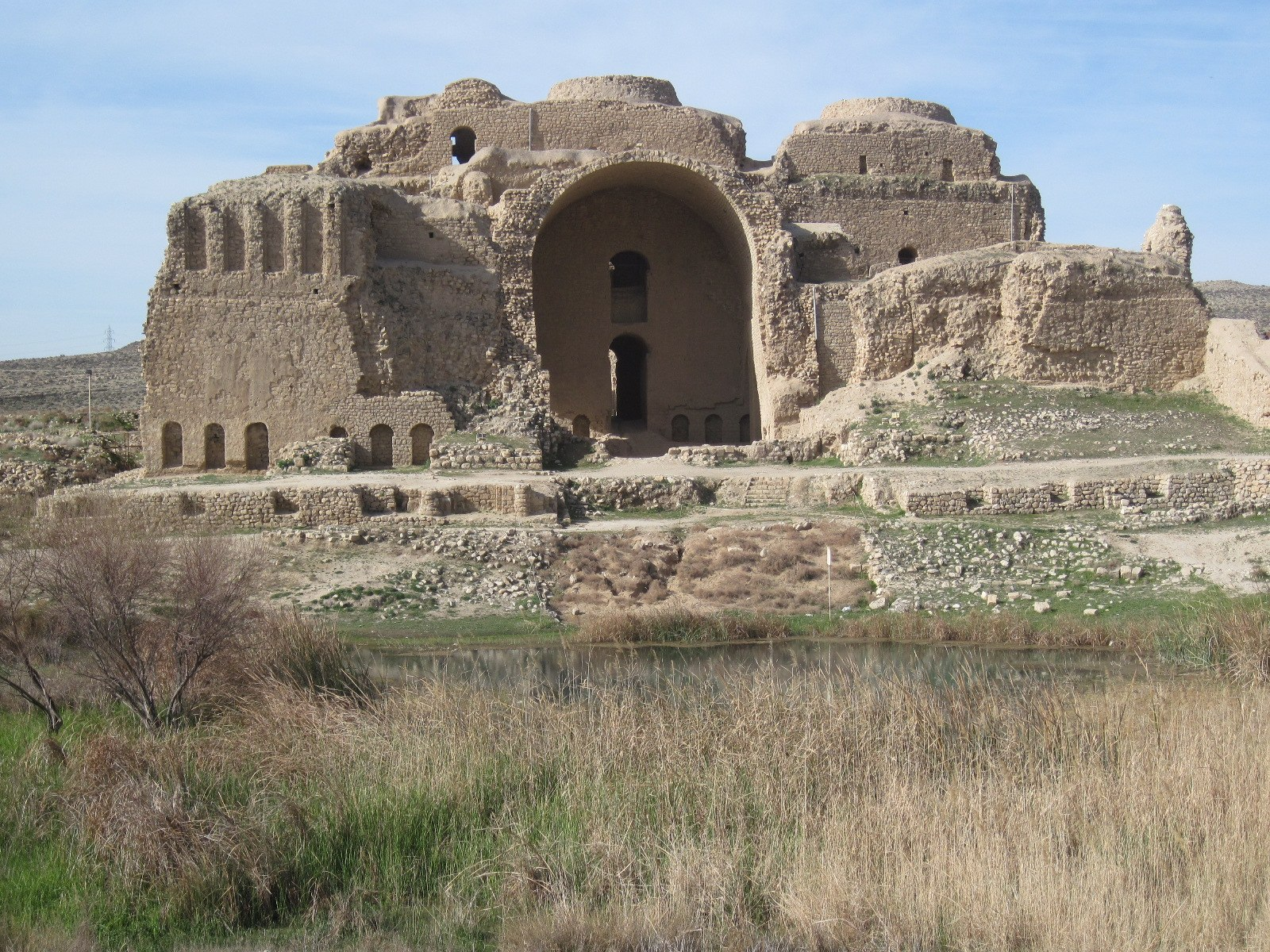
Palais d'Ardashir.
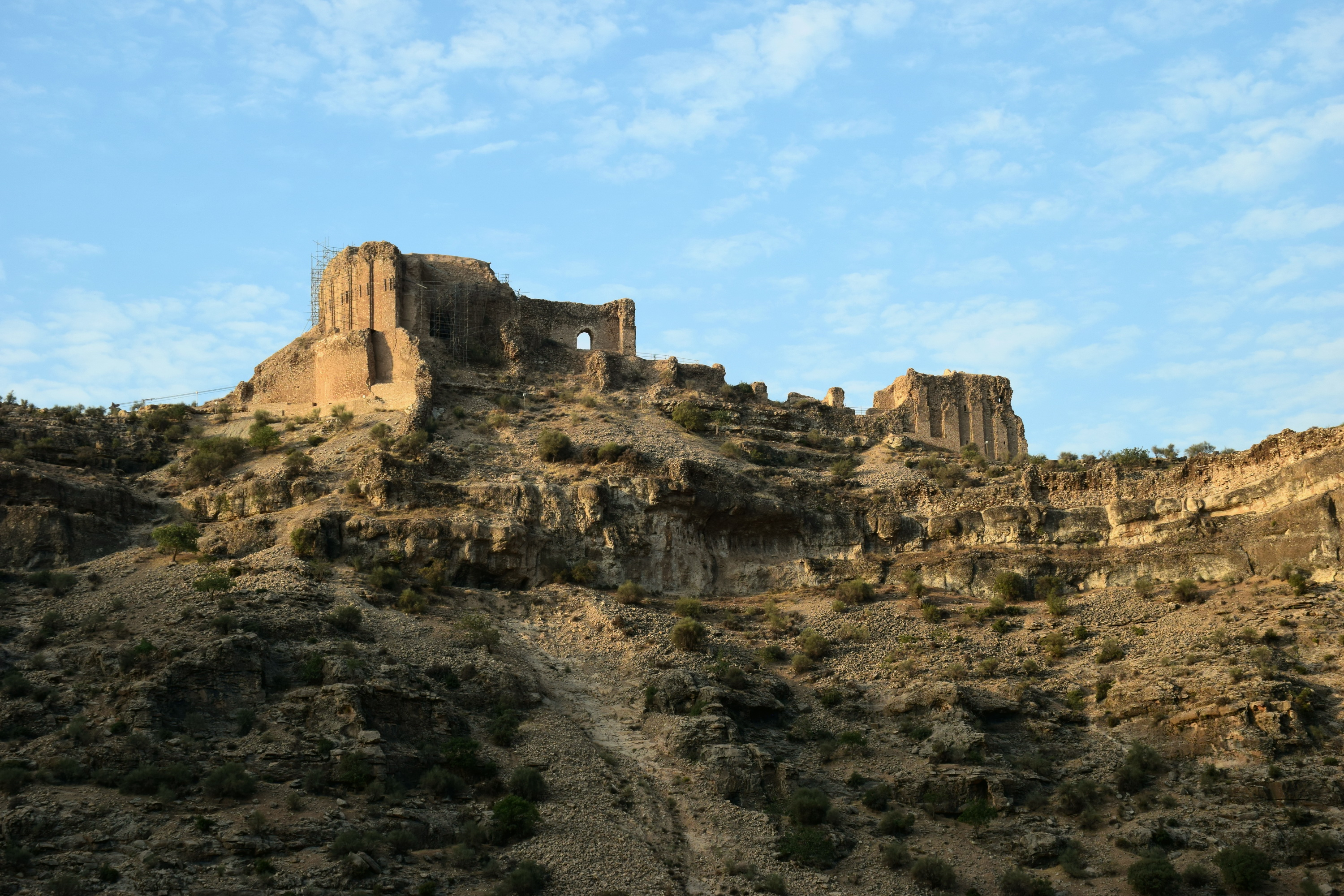
Qaleh Dokhtar.
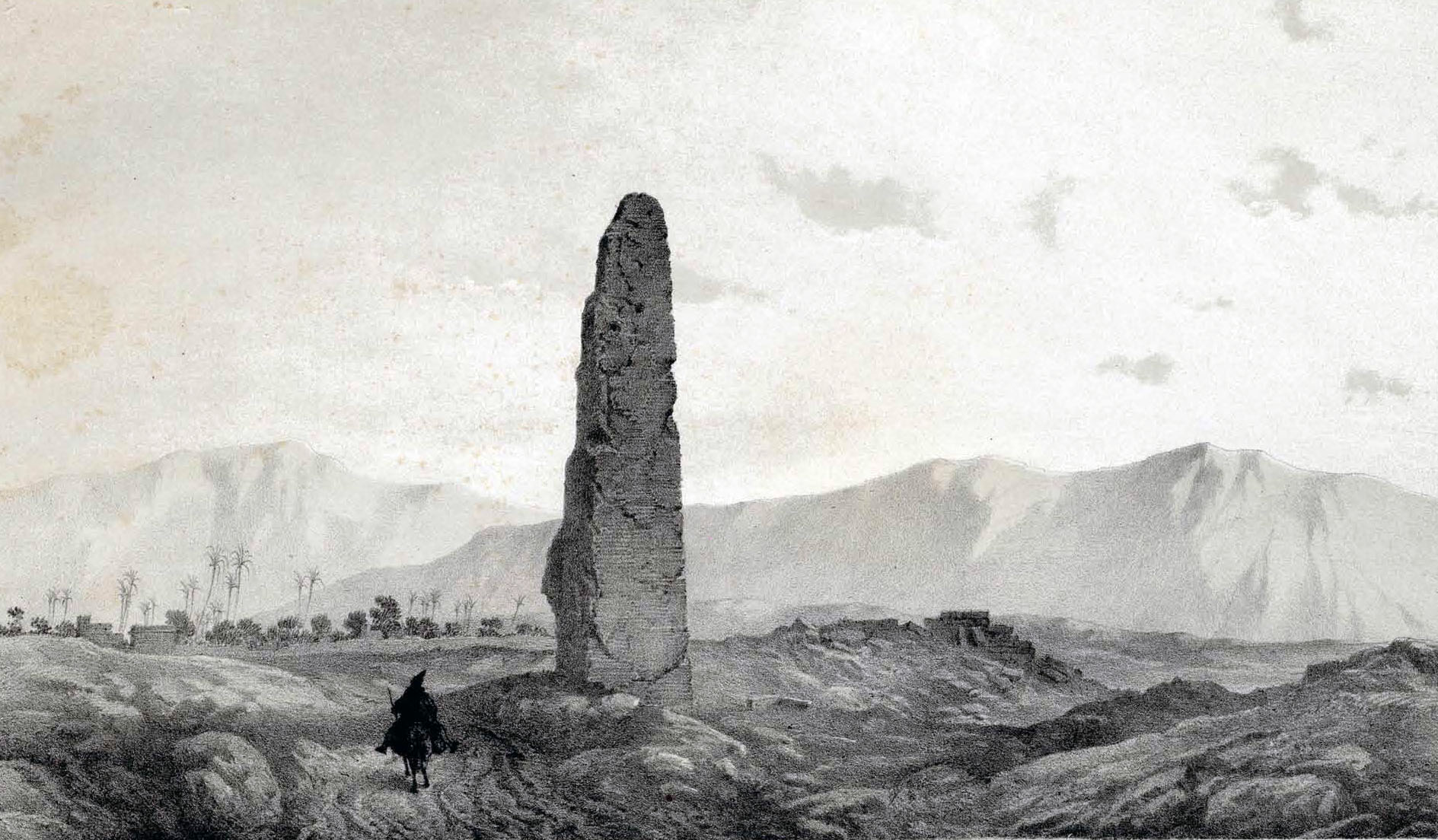
Entrée de Gur, peinture d'Eugène Flandin.
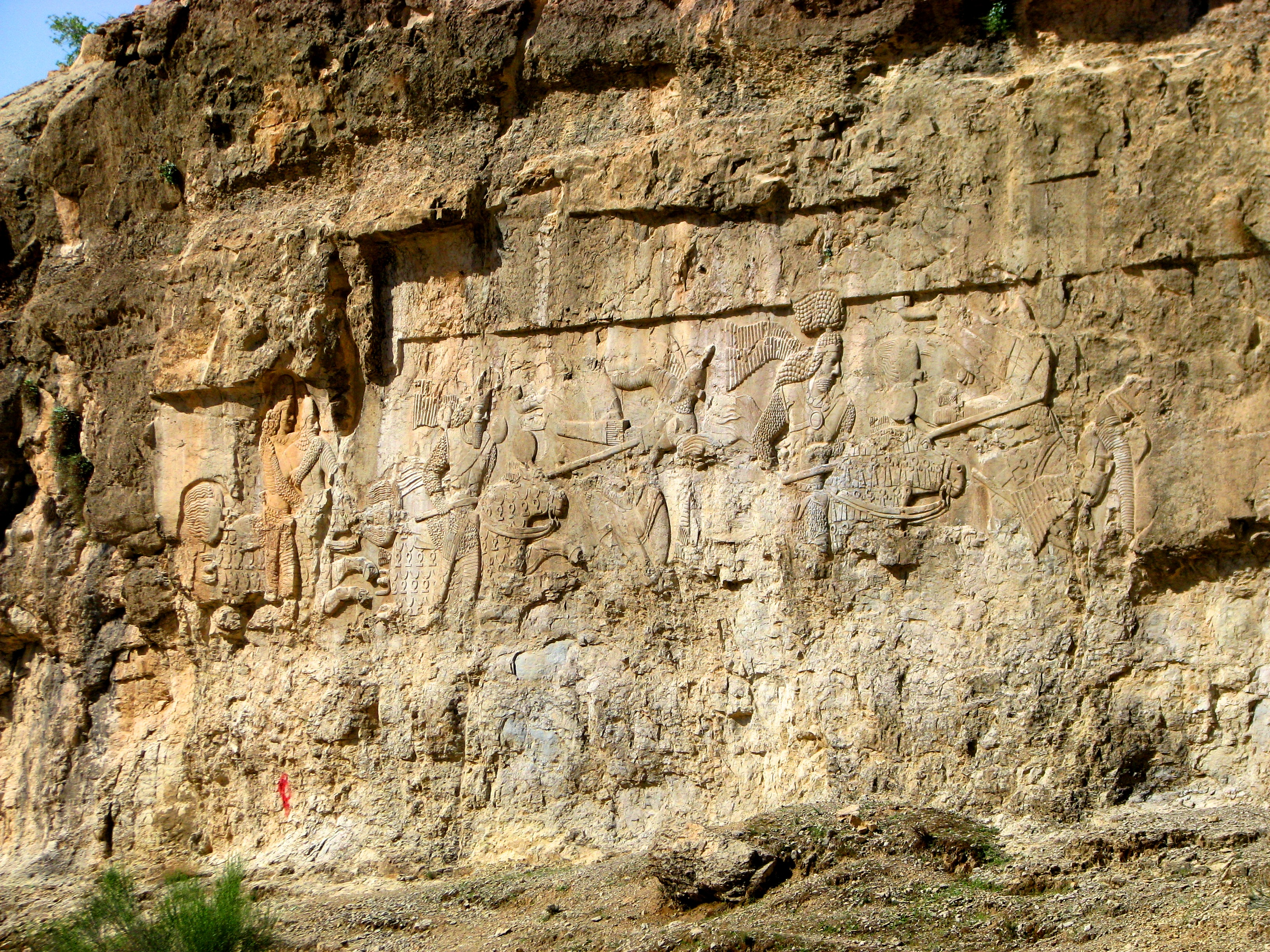
Victoire d'Ardashir sur Artaban.

Les deux ensembles de Bishapur comprennent la vieille ville avec le site rupestre de Tang-e Chogan d'une part, et la grotte de Shapur d'autre part, comprenant une statue du roi à l'origine de ces monuments, Shapur Ier, fils d'Ardashir. 
Le monument du Sarvestan, autrefois pris pour un palais sassanide et désormais considéré comme un probable temple du feu, a été construit entre la fin du VIIe et la fin du IXe siècle av. J.C., soit pendant la période de transition entre la fin de la dynastie et la conquête arabe. Il forme un tchahartaq, une unité architecturale constituée de quatre arches. 

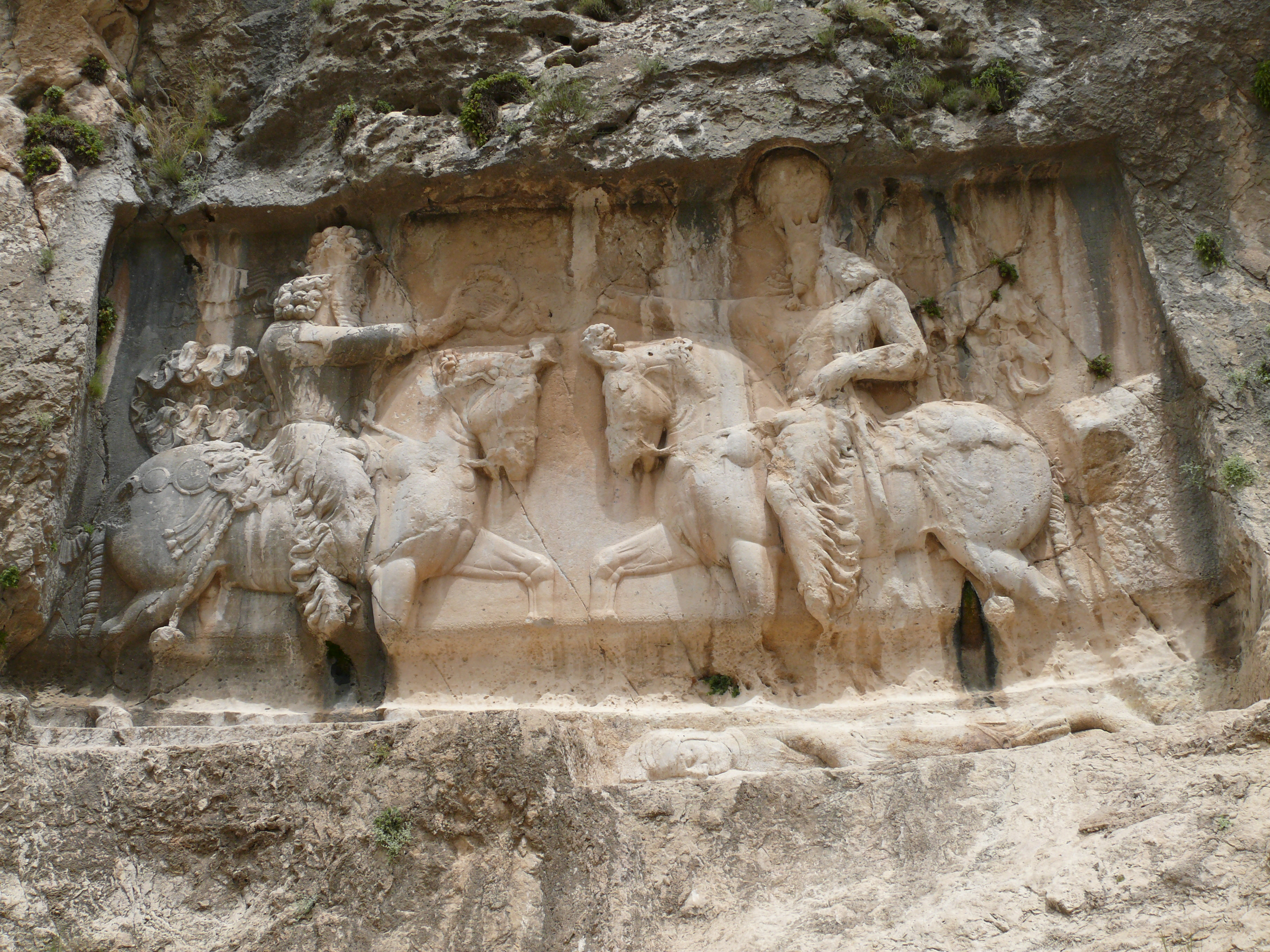
Investiture de Bahram Ier.
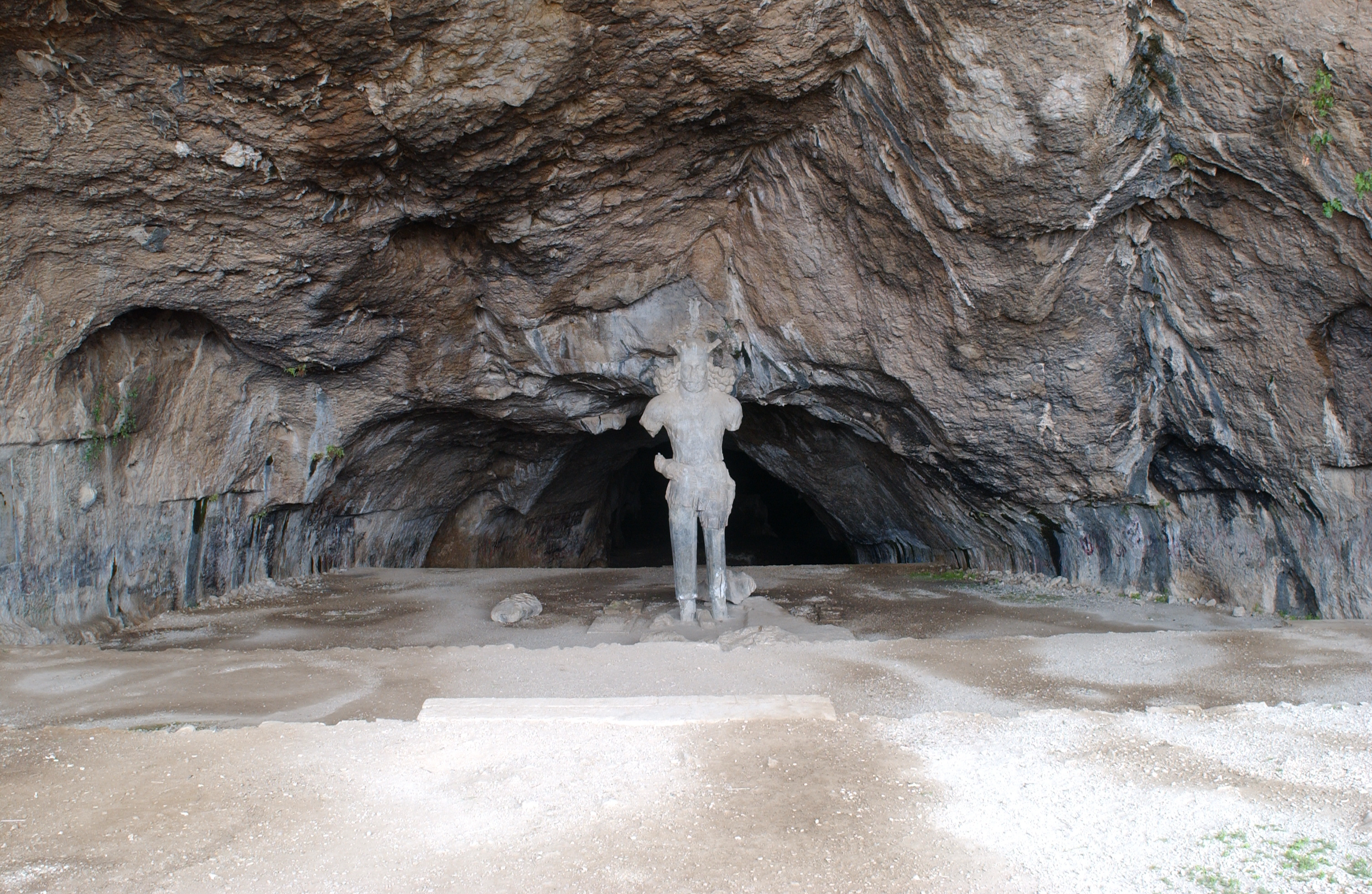
Statue de Shapur dans sa grotte.
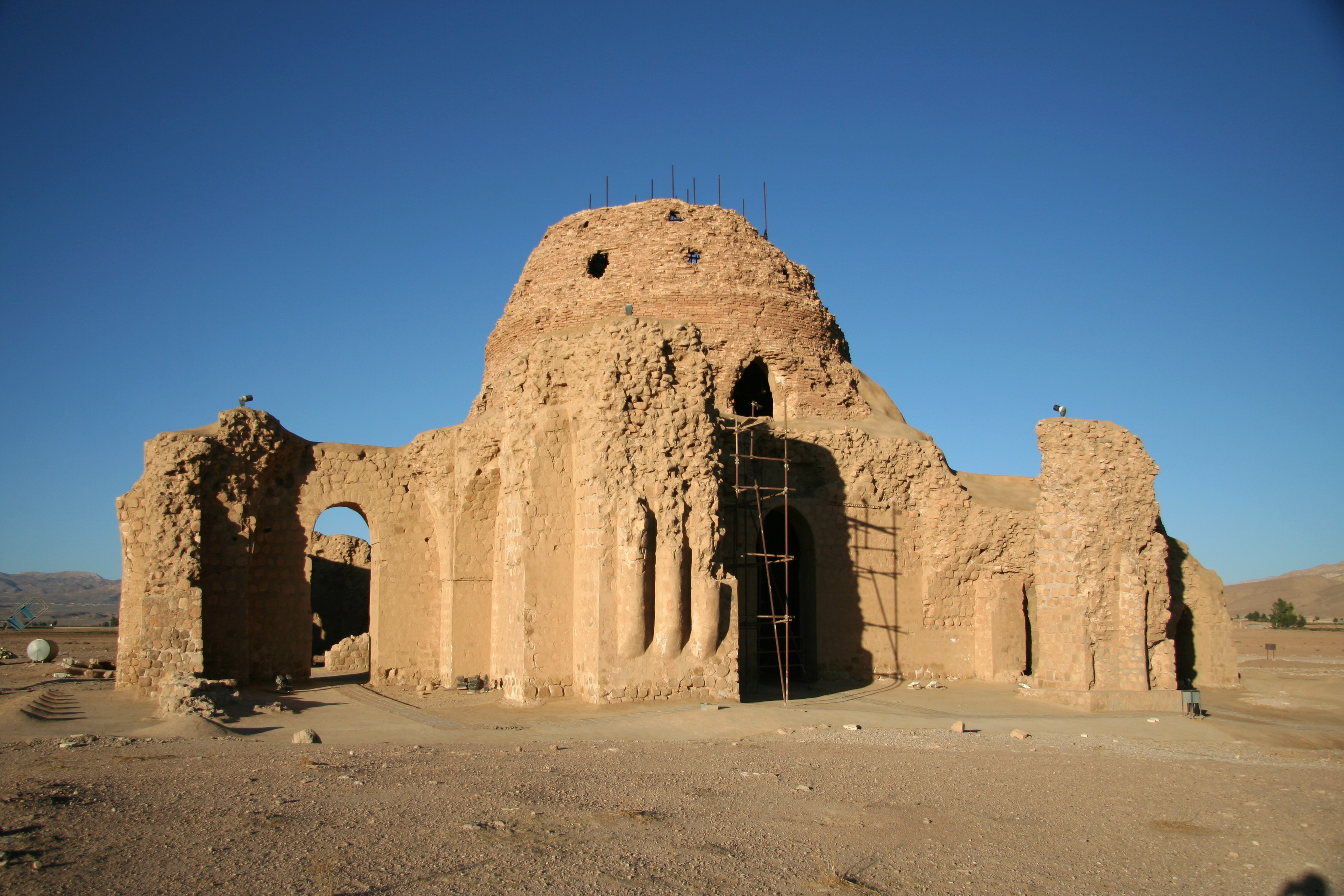
Entrée principale du monument de Sarvestan.

## Analyse de l'ICOMOS
Dans son rapport d'évaluation remis pour le compte de l'Unesco, le Conseil international des monuments et des sites (Icomos) discute du choix effectué par l'Etat iranien pour dresser un paysage archéologique de l'Empire sassanide, regrettant l'insuffisante analyse d'autres monuments dans et en dehors du Fars, comme Naqsh-e Rostam et Gundeshapur. Il admet cependant l'importance des sites de Firouzabad et de Bishapur pour comprendre les débuts et l'espace d'origine de la dynastie, par différence avec le monument du Sarvestan, que le rapport d'évaluation intermédiaire proposait d'enlever de la liste. La notion de paysage archéologique, suggérant l'articulation de l'architecture et de la topographie, est également problématique en ce qui concerne les bâtiments isolés de leur environnement. Si la constitution et des règlements spécifiques édictés par le gouvernement iranien protègent les sites archéologiques, l'Icomos s'inquiète de l'état de conservation de certains, comme le palais, et recommande de protéger davantage la ville de Gur, dont le sous-sol reste menacé par les pratiques agricoles. En dépit de ces réserves, l'Icomos reconnaît le caractère universel exceptionnel de cette série archéologique. Le Comité du patrimoine mondial inscrit ce site lors de sa 42e session, en juin 2018.